# Léon Puiseux
Pour les articles homonymes, voir Puiseux.
Léon-François Puiseux, né le 8 avril 1815 à Jumilhac-le-Grand, mort le 23 mai 1889 à Paris 5e, est un historien et administrateur français.

## Biographie
Il fait ses études aux collèges de Pont-à-Mousson, Metz et Henri-IV, et entra à l’École normale en 1834. Il est le premier des trois reçus à l'agrégation d'histoire et géographie en 1840. Chargé de l’enseignement de l’histoire à Poitiers, en 1857, puis à Lyon, l’année suivante, il devient agrégé en 1840, et professeur titulaire au lycée de Caen, où il reste jusqu’en 1869. Inspecteur d’académie à Tours à la fin de 1870, il fait partie de l’administration de l’Instruction publique, représentée dans cette ville par la délégation du gouvernement de la Défense nationale. Après avoir été inspecteur d’académie à Versailles de 1872 à 1875, il est nommé inspecteur général de l’instruction publique hors cadre pour l’enseignement primaire, et est chargé de la réorganisation et de la direction de l’École normale d’instituteurs de la Seine, à la tête de laquelle il reste jusqu’en mai 1880.
Il a donné un grand nombre d’articles sur la littérature et les arts dans le Moniteur du Calvados (1863-1869). Membre de la Société des antiquaires de Normandie et de l’Académie de Caen, il est décoré de la Légion d'honneur en 1869. Il est secrétaire de la Société des beaux-arts de Caen de 1865 à 1866. Il est le frère aîné du mathématicien Victor Puiseux.

« Natif de la Dordogne, Léon Puiseux se disait lorrain. C’est qu’il avait été élevé à Pont-à-Mousson, à Longwy et à Metz. Aussi ne prononçait-il jamais ce dernier nom sans que son cœur patriotique se gonflât, et sans appeler un nouveau Formigny qui nous rendit cette malheureuse victime de notre dernière guerre. Mais, on peut dire que sa patrie de prédilection, ce fut cette ville de Caen où il professa trente années, dont il a écrit l’histoire et à laquelle il a rendu son prestige dans sa lutte contre les Anglais au XVe siècle. »

## Distinctions
- Chevalier de la Légion d'honneur (décret du 11 août 1869)[4]

## Publications
- Des insurrections populaires en Normandie pendant l’occupation anglaise au XVe siècle, Caen, A. Hardel, 1851, in-4°.
- Résumés d’histoire universelle, Caen, E. Le Gost-Clérisse, 1855, 3 vol, in-18.
- Siège du château de Caen par Louis XIII, Caen, E. Le Gost-Clérisse, 1856, in-8°.
- Siège et prise de Caen par les Anglais en 1417, Caen, Le Gost-Clérisse, 1858, in-8°.
- L’Émigration normande et la colonisation anglaise en Normandie au XVe siècle, Caen, 1860, in-18.
- Siège et prise de Rouen par les Anglais (1418-1419), Caen, E. Le Gost-Clérisse, 1867, in-8°.Ouvrage couronné par l’Académie de Caen.